# Kropiwne Stare
Kropiwne Stare [pronunciación en polaco: /krɔˈpivnɛ ˈstarɛ/] es un pueblo ubicado en el distrito administrativo de Gmina Suwałki, dentro del condado de Suwałki, Voivodato de Podlaquia, en el noreste de Polonia. Se encuentra a unos 9 kilómetros al oeste de Suwałki y a 112 kilómetros al norte de la capital regional Białystok.